# Морське (Миколаївський район)
Морське́ (раніше — Ателенталь, Ганнівка, Кокошине, Какуша, Какушинські Кошари, Какушина Балка, Коганівка) — село в Україні, у Коблівській сільській громаді Миколаївського району Миколаївської області. Населення становить 170 осіб.

## Історія
До 1917 — католицьке село в Херсонській губернії, Одеський повіт, Тузлівська волость; у радянський період — Миколаївська область, Тилігуло-Березанський (Анатоліївський) район. Католицька парафія Блюменфельд. Мешканці: 27 (1896), 65 (1916), 101 (1926), 135 (1943).
7 (20) листопада 1917 року, відповідно до Третього Універсалу Української Центральної Ради, увійшло до складу Української Народної Республіки.  

## Населення

### Мова
Розподіл населення за рідною мовою за даними перепису 2001 року:
| Мова       | Кількість | Відсоток |
| ---------- | --------- | -------- |
| українська | 160       | 94.12%   |
| російська  | 10        | 5.88%    |
| Усього     | 170       | 100%     |